# Secretaria Regional da Economia, Turismo e Cultura (Madeira)
A Secretaria Regional da Economia, Turismo e Cultura (SRETC) é o departamento do Governo Regional da Madeira que possui atribuições nos setores da economia – comércio, indústria e serviços, inspeção das atividades económicas, transportes e acessibilidades, energia, empreendedorismo, inovação, apoio às empresas –, turismo e cultura. O secretário regional atual é Eduardo Jesus, economista.

## Organização da Secretaria

### Direções Regionais
A Secretaria Regional da Economia, Turismo e Cultura inclui as seguintes direções regionais:
- Direção Regional do Turismo (DRT);
- Direção Regional da Economia e Transportes (DRET);
- Direção Regional da Cultura (DRC);
- Direção Regional da Inovação, Valorização e Empreendedorismo (DRIVE);
- Autoridade Regional das Atividades Económicas (ARAE).

### Serviços e entidades
A SRETC exerce tutela sobre os seguintes serviços e entidades:
- Escola Profissional de Hotelaria e Turismo da Madeira;
- Instituto do Desenvolvimento Empresarial, IP-RAM;
- Associação de Promoção da Madeira (APMadeira);
- APRAM – Administração dos Portos da Região Autónoma da Madeira, S. A.;
- Centro de Empresas e Inovação da Madeira, Lda.;
- EEM – Empresa de Eletricidade da Madeira, S. A.;
- Horários do Funchal – Transportes Públicos, S. A.;
- Madeira Parques Empresariais, Sociedade Gestora, S. A.

Compete ainda à SRETC a definição das orientações nas empresas Cimentos Madeira, Lda. e SILOMAD – Silos da Madeira, S.A. e a orientação da participação pública na AREAM – Agência Regional da Energia e Ambiente da Região Autónoma da Madeira.